# Nadie lo sabrá
Nadie lo sabrá és una pel·lícula espanyola dirigida per Ramón Torrado Estrada del 1953.

## Argument
Pedro Gutiérrez és un modest empleat de banca que passa dificultats econòmiques i somia amb casar-se amb María, però ella viu en una família acomodada i ell creu que no voldrà passar estretors.
Una nit que es troba treballant només en el banc sent uns sorolls sospitosos en la secció de caixes de seguretat i arriba a temps de descobrir a uns lladres que li disparen en una cama i fugen, deixant un feix de 30.000 dòlars oblidat. Pedro veu l'oportunitat de canviar de vida i ho guarda en un vell arxivador del seu departament.
La direcció del banc el felicita per la seva intervenció, se li augmenta el sou i la categoria laboral, quan surt de l'hospital comprova que María no és rica ni vol luxes, amb la qual cosa poden viure feliços.

## Repartiment
- Fernando Fernán Gómez és Pedro.
- Julita Martínez és María.
- Julia Caba Alba és Dolores.
- Julia Lajos és Sra. Ramírez.
- José Nieto és un gàngster.
- Xan Das Bolas és el carter.
- Raúl Cancio és el sastre.

## Premis
La pel·lícula va aconseguir un premi econòmic de 100.000 ptes, als premis del Sindicat Nacional de l'Espectacle de 1953.